# Les Guerriers de lumières
Les Guerriers de lumière est le nom d'un mouvement sectaire mené par Elysée Ade, basé notamment sur le kung-fu, un mélange d'ésotérisme taoïste et béninois et les théories du complot, et gravitant autour du parc de la Villette. Le leader, parfois nommé le « Gourou de la Villette » est accusé d'emprise et condamné par la justice en octobre 2022.

## Historique

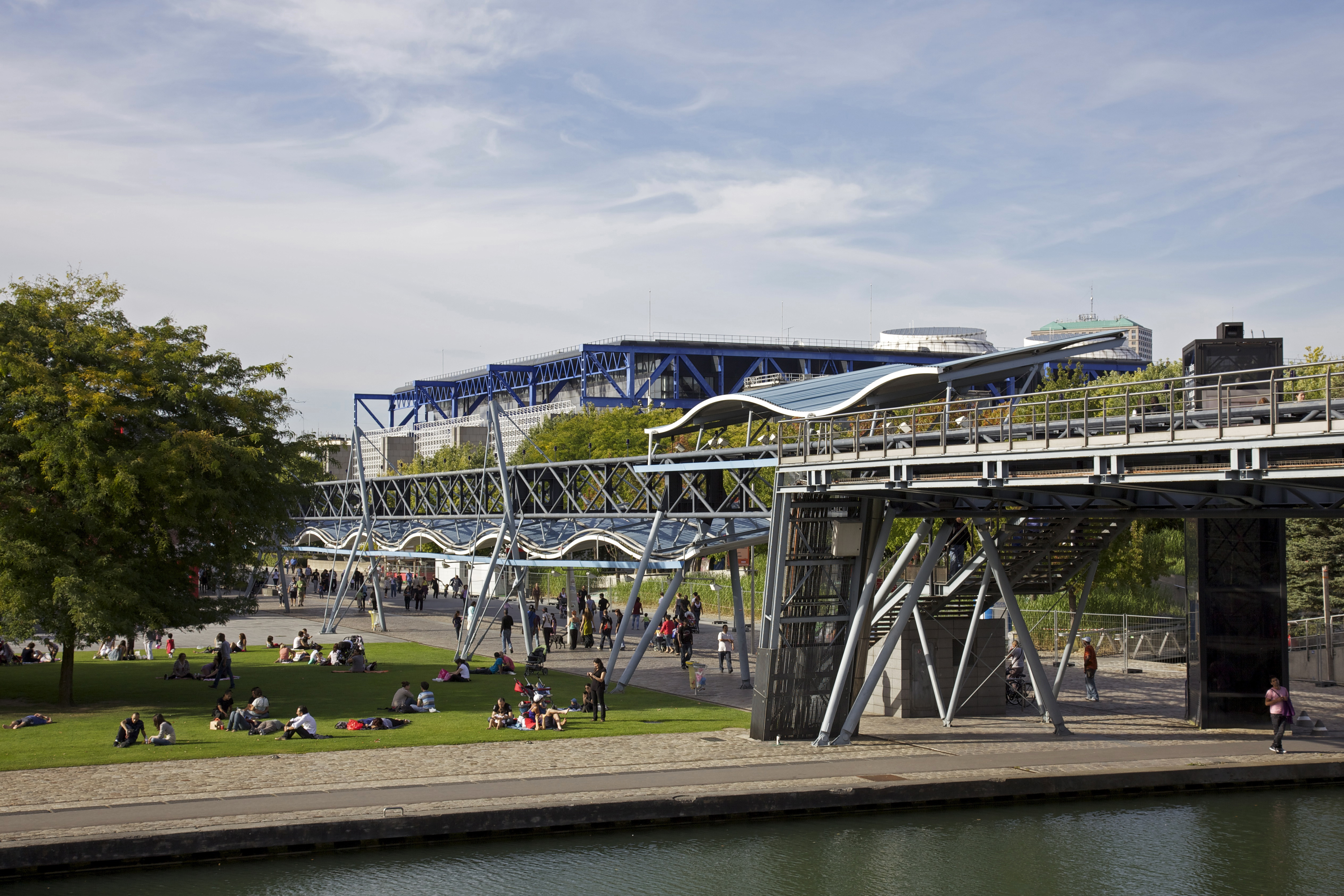
Parc de la Villette, Paris 2010

À partir du début des années 2000, Elysée Adé propose des cours gratuits de kung fu dans le parc de la Villette. Assez vite, il exige que les adeptes suivent des séances de psychothérapie payantes, à 50 euros. Il n'a pourtant aucune formation ni aucun diplôme adapté. Enfin, il les invite à des cours dits de philosophie où il explique vouloir "sauver le monde". Il mélange pendant ces séances un ésotérisme taoïste et béninois et des théories du complot. Il se décrit comme un archange.
Il met en place également des pratiques sexuelles à base d'échangisme, de masturbation et de contrôle de la sexualité des femmes. Il impose à ces dernières 5 orgasmes quotidiens, afin d'atteindre les « huit portes orgasmiques »,.
Les membres qui souhaitent prendre des distances sont harcelés et menacés, à la fois par le leader, parfois nommé le « Gourou de la Villette » , et par les autres membres restés fidèles.

## Justice: plaintes et condamnations
Trois de ses adeptes ont porté plainte en 2015 contre Elysée Ade. Ce dernier est mis en examen pour abus frauduleux d’état de faiblesse en octobre 2015.
Il est entendu par la justice en octobre 2022. Il est accusé d'emprise sur une vingtaine de personnes entre 2009 et 2015 et d'avoir agressé sexuellement une adepte,. Il est ainsi convoqué le 3 octobre, au tribunal correctionnel de Paris, pour abus de faiblesse et agressions sexuelles.
Le lundi 10 octobre 2022, Elysée Ade est condamné à un an de prison ferme à la suite du jugement rendu par le tribunal correctionnel de Paris,.
Il fait appel de cette condamnation, et est condamné le 13 décembre à 30 mois de prison dont 10 mois fermes.
Il est également poursuivi pour agression sexuelle aggravée par une adepte qui a perdu sa virginité lors d’une séance de thérapie avec lui, mais est relaxé de ce chef d’accusation.
Il doit indemniser ses victimes et exercer une activité professionnelle éloignée de celle de thérapeute et d'activité de coaching durant 5 ans et de « la gestion d’activité commerciale » à vie.

### Documentaires télévisés
- Adeptes, de l'emprise à la déprise, de Karine Dusfour, sur Arte, juillet 2023[12],[13],[14],[15]